# Rally di Svezia 2023
Il Rally di Svezia 2023, ufficialmente denominato 70th Rally Sweden, è stata la seconda prova del campionato del mondo rally 2023 nonché la settantesima edizione del Rally di Svezia e la quarantaseiesima con valenza mondiale.

## Riepilogo
La manifestazione si è svolta dal 9 al 12 febbraio sugli sterrati innevati che attraversano le foreste della contea di Västerbotten con sede a Umeå, città situata sulle rive del golfo di Botnia, dove è stato inoltre allestito il parco assistenza per tutti i concorrenti; l'appuntamento svedese, sino all'edizione 2020 organizzato nella contea di Värmland, si è disputata per il secondo anno consecutivo ad Umeå.
L'evento è stato vinto dall'estone Ott Tänak, navigato dalla connazionale Martin Järveoja, al volante di una Ford Puma Rally1 della squadra M-Sport Ford WRT, seguiti dalla coppia irlandese formata da Craig Breen e James Fulton, secondi classificati su Hyundai i20 N Rally1 del team Hyundai Shell Mobis WRT, e da quella belga composta dai compagni di squadra Thierry Neuville e Martijn Wydaeghe, anch'essi al volante di una Hyundai i20 N Rally1, giunti terzi. Tänak e Järveoja conquistarono così il loro diciottesimo successo in carriera, il secondo in Svezia, attentandosi al vertice della classifica generale e regalando alla scuderia diretta da Malcolm Wilson il successo dopo 13 mesi dall'ultimo, ottenuto al rally di Monte Carlo 2022 dal nove volte campione del mondo Sébastien Loeb; Breen tornò invece sul podio a otto mesi di distanza dal secondo posto ottenuto al rally di Sardegna 2022, mentre per il suo copilota Fulton si trattò della prima volta in carriera tra i primi tre.
Lo svedese Oliver Solberg e il britannico Elliott Edmondson, su Škoda Fabia RS Rally2, hanno invece conquistato il successo nel campionato WRC-2, il primo in carriera per la coppia. Nella serie WRC-3 si sono invece imposti i finlandesi Roope Korhonen e Anssi Viinikka su Ford Fiesta Rally3, a loro volta al primo successo nella categoria. In Svezia si disputava anche la prova inaugurale del campionato Junior WRC, che ha visto vincere il binomio irlandese costituito da William Creighton e Liam Regan, anche loroi a bordo di una Ford Fiesta Rally3.

## Dati della prova
| Denominazione ufficiale             | Rally Sweden                                          |
| Edizione N°                         | 70                                                    |
| Tappa N°                            | 2 di 13                                               |
| Data manifestazione                 | da giovedì 9/02/2023 a domenica 12/02/2023            |
| Sede ospitante                      | Umeå (contea di Västerbotten, Svezia)                 |
| Sede parco assistenza               | Nolia Exhibition Centre, Umeå                         |
| Superficie                          | Neve (su terra)                                       |
| Direttore di gara                   | Stig Rune Kjernsli                                    |
| Iscritti                            | 51                                                    |
| Partiti                             | 51                                                    |
| Arrivati                            | 45 (88,2%)                                            |
| Prove speciali                      | 18                                                    |
| Prova più breve                     | 5,16 km (PS1 e PS8: Umea Sprint)                      |
| Prova più lunga                     | 28,25 km (PS10 e PS13: Floda)                         |
| Prova più lenta                     | velocità media di 89,3 km/h (PS8: Umeå Sprint 2)      |
| Prova più veloce                    | velocità media di 141,0 km/h (PS9: Norrby 1)          |
| Lunghezza prove speciali            | 301,18 km (25,2% della distanza totale)               |
| Lunghezza complessiva trasferimenti | 892,98 km                                             |
| Distanza totale                     | 1194,16 km                                            |
| Media oraria del vincitore          | velocità media di 123,9 km/h (301,18 km in 2h25'54"5) |

## Itinerario
| Frazione            | Prova  | Ora    | Nome                                                        | Lunghezza | Totale    |
| ------------------- | ------ | ------ | ----------------------------------------------------------- | --------- | --------- |
| Frazione 1 (9 feb)  | PS1    | 19:05  | Umeå Sprint 1                                               | 5,16 km   | 5,16 km   |
|                     |        |        |                                                             |           |           |
| Frazione 2 (10 feb) | PS2    | 08:30  | Brattby 1                                                   | 10,76 km  | 106,76 km |
| Frazione 2 (10 feb) | PS3    | 09:31  | Sarsjöliden 1                                               | 14,23 km  | 106,76 km |
| Frazione 2 (10 feb) | PS4    | 11:03  | Botsmark 1                                                  | 25,81 km  | 106,76 km |
| Frazione 2 (10 feb) |        | 13:43  | Assistenza (flexi) – Nolia Exhibition Centre, Umeå (30 min) | –         | 106,76 km |
| Frazione 2 (10 feb) | PS5    | 14:53  | Brattby 2                                                   | 10,76 km  | 106,76 km |
| Frazione 2 (10 feb) | PS6    | 15:54  | Sarsjöliden 2                                               | 14,23 km  | 106,76 km |
| Frazione 2 (10 feb) | PS7    | 17:26  | Botsmark 2                                                  | 25,81 km  | 106,76 km |
| Frazione 2 (10 feb) | PS8    | 19:05  | Umeå Sprint 2                                               | 5,16 km   | 106,76 km |
| Frazione 2 (10 feb) |        | 19:45  | Assistenza (flexi) – Nolia Exhibition Centre, Umeå (60 min) | –         | 106,76 km |
|                     |        |        |                                                             |           |           |
| Frazione 3 (11 feb) | PS9    | 08:05  | Norrby 1                                                    | 12,54 km  | 126,22 km |
| Frazione 3 (11 feb) | PS10   | 08:56  | Floda 1                                                     | 28,25 km  | 126,22 km |
| Frazione 3 (11 feb) | PS11   | 10:41  | Sävar 1                                                     | 17,28 km  | 126,22 km |
| Frazione 3 (11 feb) |        | 12:35  | Assistenza (flexi) – Nolia Exhibition Centre, Umeå (30 min) | –         | 126,22 km |
| Frazione 3 (11 feb) | PS12   | 14:05  | Norrby 2                                                    | 12,54 km  | 126,22 km |
| Frazione 3 (11 feb) | PS13   | 14:56  | Floda 2                                                     | 28,25 km  | 126,22 km |
| Frazione 3 (11 feb) | PS14   | 16:41  | Sävar 2                                                     | 17,28 km  | 126,22 km |
| Frazione 3 (11 feb) | PS15   | 18:05  | Umeå 1                                                      | 10,08 km  | 126,22 km |
| Frazione 3 (11 feb) |        | 18:52  | Assistenza (flexi) – Nolia Exhibition Centre, Umeå (60 min) | –         | 126,22 km |
|                     |        |        |                                                             |           |           |
| Frazione 4 (12 feb) | PS16   | 07:05  | Västervik 1                                                 | 26,48 km  | 63,04 km  |
| Frazione 4 (12 feb) |        | 08:50  | Assistenza (flexi) – Nolia Exhibition Centre, Umeå (15 min) | –         | 63,04 km  |
| Frazione 4 (12 feb) | PS17   | 10:05  | Västervik 2                                                 | 26,48 km  | 63,04 km  |
| Frazione 4 (12 feb) | PS18   | 12:18  | Umeå 2 (power stage)                                        | 10,08 km  | 63,04 km  |
| Totale              | Totale | Totale | Totale                                                      | Totale    | 301,18 km |

## Risultati

### Classifica
| Pos.       | Nº       | Pilota              | Co-pilota           | Auto                   | Squadra                          | Classe/Validità | Tempo     | Distacco   | Punti    |
| Generale   | Generale | Generale            | Generale            | Generale               | Generale                         | Generale        | Generale  | Generale   | Generale |
| ---------- | -------- | ------------------- | ------------------- | ---------------------- | -------------------------------- | --------------- | --------- | ---------- | -------- |
| 1.         | 8        | Ott Tänak           | Martin Järveoja     | Ford Puma Rally1       | M-Sport Ford WRT                 | WRC             | 2h25'54"5 | –          | 27       |
| 2.         | 42       | Craig Breen         | James Fulton        | Hyundai i20 N Rally1   | Hyundai Shell Mobis WRT          | WRC             | 2h26'13"2 | +18"7      | 19       |
| 3.         | 11       | Thierry Neuville    | Martijn Wydaeghe    | Hyundai i20 N Rally1   | Hyundai Shell Mobis WRT          | WRC             | 2h26'14"5 | +20"0      | 15       |
| 4.         | 69       | Kalle Rovanperä     | Jonne Halttunen     | Toyota GR Yaris Rally1 | Toyota Gazoo Racing WRT          | WRC             | 2h26'19"6 | +25"1      | 15       |
| 5.         | 33       | Elfyn Evans         | Scott Martin        | Toyota GR Yaris Rally1 | Toyota Gazoo Racing WRT          | WRC             | 2h27'18"5 | +1'24"0    | 12       |
| 6.         | 7        | Pierre-Louis Loubet | Nicolas Gilsoul     | Ford Puma Rally1       | M-Sport Ford WRT                 | WRC             | 2h31'53"5 | +5'59"0    | 8        |
| 7.         | 4        | Esapekka Lappi      | Janne Ferm          | Hyundai i20 N Rally1   | Hyundai Shell Mobis WRT          | WRC             | 2h33'36"9 | +7'42"4    | 11       |
| 8.         | 20       | Oliver Solberg      | Elliott Edmondson   | Škoda Fabia RS Rally2  | -                                | WRC-2           | 2h33'42"6 | +7'48"1    | 4        |
| 9.         | 21       | Ole Christian Veiby | Torstein Eriksen    | Volkswagen Polo GTI R5 | -                                | WRC-2           | 2h34'24"9 | +8'30"4    | 2        |
| 10.        | 28       | Sami Pajari         | Enni Mälkönen       | Škoda Fabia RS Rally2  | Toksport WRT                     | WRC-2           | 2h34'57"7 | +9'03"2    | 1        |
| WRC-2      |          |                     |                     |                        |                                  |                 |           |            |          |
| 1. (8.)    | 20       | Oliver Solberg      | Elliott Edmondson   | Škoda Fabia RS Rally2  | -                                | WRC-2           | 2h33'42"6 | –          | 28       |
| 2. (9.)    | 21       | Ole Christian Veiby | Torstein Eriksen    | Volkswagen Polo GTI R5 | -                                | WRC-2           | 2h34'24"9 | +42"3      | 19       |
| 3. (10.)   | 28       | Sami Pajari         | Enni Mälkönen       | Škoda Fabia RS Rally2  | Toksport WRT                     | WRC-2           | 2h34'57"7 | +1'15"1    | 15       |
| 4. (12.)   | 25       | Georg Linnamäe      | James Morgan        | Hyundai i20 N Rally2   | -                                | WRC-2           | 2h36'03"7 | +2'21"1    | 12       |
| 5. (13.)   | 31       | Marco Bulacia       | Diego Vallejo       | Škoda Fabia RS Rally2  | Toksport WRT 2                   | WRC-2           | 2h36'24"1 | +2'41"5    | 10       |
| 6. (14.)   | 23       | Teemu Suninen       | Mikko Markkula      | Hyundai i20 N Rally2   | Hyundai Motorsport N             | WRC-2           | 2h36'30"6 | +2'48"0    | 8        |
| 7. (16.)   | 22       | Emil Lindholm       | Reeta Hämäläinen    | Škoda Fabia RS Rally2  | Toksport WRT                     | WRC-2           | 2h36'44"1 | +3'01"5    | 8        |
| 8. (17.)   | 30       | Lauri Joona         | Tuukka Shemeikka    | Škoda Fabia Rally2 Evo | -                                | WRC-2           | 2h36'53"2 | +3'10"6    | 6        |
| 9. (18.)   | 29       | Robert Virves       | Hugo Magalhães      | Ford Fiesta Rally2     | M-Sport Ford WRT                 | WRC-2           | 2h38'15"6 | +4'33"0    | 2        |
| 10. (19.)  | 32       | Bruno Bulacia       | Axel Coronado       | Škoda Fabia RS Rally2  | -                                | WRC-2           | 2h38'17"9 | +4'35"3    | 1        |
| WRC-3      |          |                     |                     |                        |                                  |                 |           |            |          |
| 1. (22.)   | 49       | Roope Korhonen      | Anssi Viinikka      | Ford Fiesta Rally3     | -                                | WRC-3           | 2h44'25"9 | –          | 25       |
| 2. (23.)   | 50       | William Creighton   | Liam Regan          | Ford Fiesta Rally3     | Motorsport Ireland Rally Academy | WRC-3           | 2h45'05"5 | +39"6      | 18       |
| 3. (24.)   | 52       | Laurent Pellier     | Marine Pelamourgues | Ford Fiesta Rally3     | -                                | WRC-3           | 2h45'06"1 | +40"2      | 15       |
| 4. (25.)   | 54       | Diego Dominguez Jr. | Rogelio Peñate      | Ford Fiesta Rally3     | -                                | WRC-3           | 2h47'33"9 | +3'08"0    | 12       |
| 5. (33.)   | 59       | Tom Rensonnet       | Loïc Dumont         | Ford Fiesta Rally3     | RACB National Team               | WRC-3           | 2h59'51"5 | +15'25"6   | 10       |
| 6. (35.)   | 55       | Jesse Kallio        | Jussi Lindberg      | Ford Fiesta Rally3     | -                                | WRC-3           | 3h00'21"6 | +15'55"7   | 8        |
| 7. (36.)   | 61       | Hamza Anwar         | Adnan Din           | Ford Fiesta Rally3     | -                                | WRC-3           | 3h04'12"5 | +19'46"6   | 6        |
| 8. (40.)   | 53       | Toni Herranen       | Mikko Lukka         | Ford Fiesta Rally3     | -                                | WRC-3           | 3h15'02"0 | +30'36"1   | 4        |
| 9. (44.)   | 57       | Filip Kohn          | Tomáš Střeska       | Ford Fiesta Rally3     | -                                | WRC-3           | 3h48'42"0 | +1h04'16"1 | 2        |
| Junior WRC |          |                     |                     |                        |                                  |                 |           |            |          |
| 1. (23.)   | 50       | William Creighton   | Liam Regan          | Ford Fiesta Rally3     | Motorsport Ireland Rally Academy | JWRC            | 2h45'05"5 | –          | 34       |
| 2. (24.)   | 52       | Laurent Pellier     | Marine Pelamourgues | Ford Fiesta Rally3     | -                                | JWRC            | 2h45'06"1 | +0"6       | 24       |
| 3. (25.)   | 54       | Diego Dominguez Jr. | Rogelio Peñate      | Ford Fiesta Rally3     | -                                | JWRC            | 2h47'33"9 | +2'28"4    | 15       |
| 4. (26.)   | 51       | Grégoire Munster    | Louis Louka         | Ford Fiesta Rally3     | -                                | JWRC            | 2h48'08"1 | +3'02"6    | 27       |
| 5. (28.)   | 58       | Raúl Hernández      | Rodrigo Sanjuan     | Ford Fiesta Rally3     | -                                | JWRC            | 2h52'50"4 | +7'44"9    | 10       |
| 6. (30.)   | 60       | Roberto Blach Núñez | Mauro Barreiro      | Ford Fiesta Rally3     | -                                | JWRC            | 2h55'41"4 | +10'35"9   | 8        |
| 7. (33.)   | 59       | Tom Rensonnet       | Loïc Dumont         | Ford Fiesta Rally3     | RACB National Team               | JWRC            | 2h59'51"5 | +14'46"0   | 6        |
| 8. (36.)   | 61       | Hamza Anwar         | Adnan Din           | Ford Fiesta Rally3     | -                                | JWRC            | 3h04'12"5 | +19'07"0   | 4        |

| Principali ritiri | Principali ritiri | Principali ritiri | Principali ritiri | Principali ritiri      | Principali ritiri       | Principali ritiri | Principali ritiri      | Principali ritiri |
| PS                | Nº                | Pilota            | Copilota          | Auto                   | Squadra                 | Classe            | Causa                  | Pos. rit.         |
| ----------------- | ----------------- | ----------------- | ----------------- | ---------------------- | ----------------------- | ----------------- | ---------------------- | ----------------- |
| PS 17             | 20                | Jari Huttunen     | Antti Linnaketo   | Škoda Fabia R5         | -                       | WRC-2             | Ritiro                 | 36º               |
| PS 18             | 18                | Takamoto Katsuta  | Aaron Johnston    | Toyota GR Yaris Rally1 | Toyota Gazoo Racing WRT | WRC               | Ritirato dalla squadra | 33º               |

Legenda

Pos. = posizione; Nº = numero di gara; PS = prova speciale; Pos. rit. = posizione detenuta prima del ritiro.
| Icona | Note                                                                                     |
| ----- | ---------------------------------------------------------------------------------------- |
| WRC   | Equipaggio di classe Rally1 che può conquistare punti per il campionato costruttori.     |
| WRC   | Equipaggio di classe Rally1 che non può conquistare punti per il campionato costruttori. |
| WRC-2 | Equipaggio di classe RC2 registrato al campionato WRC-2.                                 |
| WRC-3 | Equipaggio di classe RC3 registrato al campionato WRC-3.                                 |
| JWRC  | Equipaggio di classe RC3 registrato al campionato Junior WRC.                            |
|       | Ulteriori classificazioni                                                                |

### Prove speciali
| Frazione            | Prova | Ora   | Nome                 | Lunghezza | Vincitori                         | Tempo   | Velocità media | Leader del rally                |
| ------------------- | ----- | ----- | -------------------- | --------- | --------------------------------- | ------- | -------------- | ------------------------------- |
| Frazione 1 (9 feb)  | PS1   | 19:05 | Umeå Sprint 1        | 5,16 km   | Kalle Rovanperä Jonne Halttunen   | 3'23"3  | 91,4 km/h      | Kalle Rovanperä Jonne Halttunen |
|                     |       |       |                      |           |                                   |         |                |                                 |
| Frazione 2 (10 feb) | PS2   | 08:30 | Brattby 1            | 10,76 km  | Craig Breen James Fulton          | 6'24"8  | 100,7 km/h     | Ott Tänak Martin Järveoja       |
| Frazione 2 (10 feb) | PS3   | 09:31 | Sarsjöliden 1        | 14,23 km  | Kalle Rovanperä Jonne Halttunen   | 6'28"3  | 131,9 km/h     | Ott Tänak Martin Järveoja       |
| Frazione 2 (10 feb) | PS4   | 11:03 | Botsmark 1           | 25,81 km  | Takamoto Katsuta Aaron Johnston   | 12'00"0 | 129,1 km/h     | Ott Tänak Martin Järveoja       |
| Frazione 2 (10 feb) | PS5   | 14:53 | Brattby 2            | 10,76 km  | Craig Breen James Fulton          | 6'25"1  | 100,6 km/h     | Craig Breen James Fulton        |
| Frazione 2 (10 feb) | PS6   | 15:54 | Sarsjöliden 2        | 14,23 km  | Craig Breen James Fulton          | 6'35"0  | 129,7 km/h     | Craig Breen James Fulton        |
| Frazione 2 (10 feb) | PS7   | 17:26 | Botsmark 2           | 25,81 km  | Ott Tänak Martin Järveoja         | 12'02"3 | 128,6 km/h     | Craig Breen James Fulton        |
| Frazione 2 (10 feb) | PS8   | 19:05 | Umeå Sprint 2        | 5,16 km   | Kalle Rovanperä Jonne Halttunen   | 3'28"1  | 89,3 km/h      | Craig Breen James Fulton        |
|                     |       |       |                      |           |                                   |         |                |                                 |
| Frazione 3 (11 feb) | PS9   | 08:05 | Norrby 1             | 12,54 km  | Thierry Neuville Martijn Wydaeghe | 5'20"2  | 141,0 km/h     | Craig Breen James Fulton        |
| Frazione 3 (11 feb) | PS10  | 08:56 | Floda 1              | 28,25 km  | Craig Breen James Fulton          | 12'11"5 | 139,0 km/h     | Craig Breen James Fulton        |
| Frazione 3 (11 feb) | PS11  | 10:41 | Sävar 1              | 17,28 km  | Kalle Rovanperä Jonne Halttunen   | 8'07"2  | 127,7 km/h     | Craig Breen James Fulton        |
| Frazione 3 (11 feb) | PS12  | 14:05 | Norrby 2             | 12,54 km  | Kalle Rovanperä Jonne Halttunen   | 5'23"6  | 139,5 km/h     | Craig Breen James Fulton        |
| Frazione 3 (11 feb) | PS13  | 14:56 | Floda 2              | 28,25 km  | Thierry Neuville Martijn Wydaeghe | 12'10"0 | 139,3 km/h     | Craig Breen James Fulton        |
| Frazione 3 (11 feb) | PS14  | 16:41 | Sävar 2              | 17,28 km  | Thierry Neuville Martijn Wydaeghe | 8'21"8  | 124,0 km/h     | Ott Tänak Martin Järveoja       |
| Frazione 3 (11 feb) | PS15  | 18:05 | Umeå 1               | 10,08 km  | Thierry Neuville Martijn Wydaeghe | 5'49"2  | 103,9 km/h     | Ott Tänak Martin Järveoja       |
|                     |       |       |                      |           |                                   |         |                | Ott Tänak Martin Järveoja       |
| Frazione 4 (12 feb) | PS16  | 07:05 | Västervik 1          | 26,48 km  | Kalle Rovanperä Jonne Halttunen   | 12'41"0 | 125,3 km/h     | Ott Tänak Martin Järveoja       |
| Frazione 4 (12 feb) | PS17  | 10:05 | Västervik 2          | 26,48 km  | Thierry Neuville Martijn Wydaeghe | 12'37"0 | 125,9 km/h     | Ott Tänak Martin Järveoja       |
| Frazione 4 (12 feb) | PS18  | 12:18 | Umeå 2 (power stage) | 10,08 km  | Esapekka Lappi Janne Ferm         | 5'42"0  | 106,1 km/h     | Ott Tänak Martin Järveoja       |

### Power stage
PS18: Umeå 2 di 10,08 km, disputatasi domenica 22 gennaio 2023 alle ore 12:18 (UTC+1).
| Pos. | Nº | Pilota          | Copilota        | Auto                   | Squadra                 | Classe | Tempo    | Distacco | PP | PC |
| ---- | -- | --------------- | --------------- | ---------------------- | ----------------------- | ------ | -------- | -------- | -- | -- |
| 1    | 4  | Esapekka Lappi  | Janne Ferm      | Hyundai i20 N Rally1   | Hyundai Shell Mobis WRT | Rally1 | 5'42"090 | –        | 5  | 5  |
| 2    | 33 | Elfyn Evans     | Scott Martin    | Toyota GR Yaris Rally1 | Toyota Gazoo Racing WRT | Rally1 | 5'42"697 | +0"607   | 4  | 4  |
| 3    | 69 | Kalle Rovanperä | Jonne Halttunen | Toyota GR Yaris Rally1 | Toyota Gazoo Racing WRT | Rally1 | 5'42"712 | +0"622   | 3  | 3  |
| 4    | 8  | Ott Tänak       | Martin Järveoja | Ford Puma Rally1       | M-Sport Ford WRT        | Rally1 | 5'42"736 | +0"646   | 2  | 2  |
| 5    | 42 | Craig Breen     | James Fulton    | Hyundai i20 N Rally1   | Hyundai Shell Mobis WRT | Rally1 | 5'42"949 | +0"859   | 1  | 1  |

Legenda:

Pos.= Posizione; Nº = Numero di gara; PP = Punti campionato piloti/copiloti; PC = Punti campionato costruttori.

## Classifiche mondiali
Classifica piloti
| Pos. | Pos. | Pilota              | Punti |
| ---- | ---- | ------------------- | ----- |
| 1    | 4    | Ott Tänak           | 41    |
| 2    |      | Kalle Rovanperä     | 38    |
| 3    |      | Thierry Neuville    | 32    |
| 4    |      | Elfyn Evans         | 29    |
| 5    | 4    | Sébastien Ogier     | 26    |
| 6    | N    | Craig Breen         | 19    |
| 7    | 1    | Esapekka Lappi      | 15    |
| 8    | 2    | Takamoto Katsuta    | 8     |
| 9    | N    | Pierre-Louis Loubet | 8     |
| 10   | 3    | Daniel Sordo        | 6     |
| 11   | N    | Oliver Solberg      | 4     |
| 12   | 3    | Yohan Rossel        | 2     |
| 13   | N    | Ole Christian Veiby | 2     |
| 14   | 4    | Nikolaj Grjazin     | 1     |
| 15   | N    | Sami Pajari         | 1     |

Classifica copiloti
| Pos. | Pos. | Copilota               | Punti |
| ---- | ---- | ---------------------- | ----- |
| 1    | 4    | Martin Järveoja        | 41    |
| 2    |      | Jonne Halttunen        | 38    |
| 3    |      | Martijn Wydaeghe       | 32    |
| 4    |      | Scott Martin           | 29    |
| 5    | 4    | Vincent Landais        | 26    |
| 6    | N    | James Fulton           | 19    |
| 7    | 1    | Janne Ferm             | 15    |
| 8    | 2    | Aaron Johnston         | 8     |
| 9    | N    | Nicolas Gilsoul        | 8     |
| 10   | 3    | Cándido Carrera        | 6     |
| 11   | N    | Elliott Edmondson      | 4     |
| 12   | 3    | Arnaud Dunand          | 2     |
| 13   | N    | Torstein Eriksen       | 2     |
| 14   | 4    | Konstantin Aleksandrov | 1     |
| 15   | N    | Enni Mälkönen          | 1     |

Classifica costruttori WRC
| Pos. | Pos. | Squadra                 | Punti |
| ---- | ---- | ----------------------- | ----- |
| 1    |      | Toyota Gazoo Racing WRT | 80    |
| 2    |      | Hyundai Shell Mobis WRT | 66    |
| 3    |      | M-Sport Ford WRT        | 51    |

Legenda: Pos.= Posizione;  N = In classifica per la prima volta.